# نادي دوبوسيكا
نادي دوبوسيكا(بالإنجليزية: Dubocica FK)‏ هو نادي كرة قدم صربي تأسس عام 1923 يلعب في الدوري الصربي الدرجة الثانية.